# Alchemilla retropilosa
Alchemilla retropilosa es una especie de planta del género Alchemilla, perteneciente a la familia Rosaceae.

## Taxonomía
Alchemilla retropilosa fue descrita por Serguéi Yuzepchuk en 1937.

## Distribución
Se encuentra en el territorio sur de Siberia hasta Asia Central.